# Dr. Wagner Jr.
Juan Manuel González Barrón (nacido el 12 de agosto de 1965) es un luchador profesional mexicano, más conocido con el nombre de Dr. Wagner Jr., habiendo usado ese nombre de 1987 a 2017'.
Como Dr. Wagner Jr., ha sido cuatro veces campeón mundial al haber ganado el Megacampeonato de AAA tres veces y el Campeonato Mundial de Peso Completo de la UWA una vez. Fue campeón del Campeonato Latinoamericano de la AAA. También ha trabajado para el Consejo Mundial de Lucha Libre, Lucha Libre AAA Worldwide, New Japan Pro-Wrestling y la Universal Wrestling Association. 
Wagner ha participado en las luchas estelares de los eventos Triplemanía XIX, Triplemanía XX, Triplemanía XXII, Triplemanía XXV y Triplemanía XXVII. González trabajó bajo una máscara desde su debut en 1985 hasta agosto de 2017, cuando se vio obligado a desenmascararse después de perder ante Psycho Clown en una lucha de apuestas en Triplemanía XXV.

## Carrera

### Japón (1988-2004)
A partir de 1988, el Dr. Wagner Jr. comenzó a hacer viajes regulares a Japón principalmente trabajando para New Japan Pro-Wrestling (NJPW) a través de su relación con la UWA. Más tarde también trabajaría para las promociones de Japanese Wrestling International New Generations (W * ING) y Big Japan Pro Wrestling (BJW). Durante una gira BJW en 1996, el Dr. Wagner Jr. perdió el CMLL World Light Heavyweight Championship ante Acuario y luego lo recuperó 8 días después. El cambio de título no fue sancionado por CMLL y no fue reconocido oficialmente en México. En 1997 participó en Best of the Super Juniors IV, donde derrotó a Doc Dean y Chavo Guerrero Jr. pero perdió los cuatro partidos restantes y no pudo avanzar. Al año siguiente, el Dr. Wagner Jr. fue invitado de regreso para el torneo Best of the Super Juniors de 1998. Ganó su bloque con un total de cuatro victorias, pero perdió en la final ante Koji Kanemoto.
Más tarde, ese mismo año, se asoció con Kendo Kashin para competir por el recién creado Campeonato Peso Pesado Junior en Parejas de la IWGP, perdiendo en la final del torneo ante Shinjiro Otani y Tatsuhito Takaiwa. Cuando el Dr. Wagner Jr. regresó a Japón en 1999, Wagner y Kashin ganaron el campeonato de equipo de peso pesado junior el 4 de enero en el Wrestling World 1999 de NJPW. Al mes siguiente, el Dr. Wagner Jr. peleó sin éxito contra Jushin Thunder Liger por el Campeonato Peso Pesado Junior de la IWGP. El reinado con el Campeonato Peso Pesado Junior en Parejas de la IWGP terminó después de 96 días, con dos defensas exitosas, antes de perder los cinturones ante The Great Sasuke y Jushin Thunder Liger el 10 de abril de 1999.

### Consejo Mundial de Lucha Libre (1993-2009)
A principios de la década de 1990, la popularidad de la UWA comenzó a disminuir a medida que cada vez menos fanáticos asistían a sus espectáculos. Para tratar de combatir la partida de los fanáticos, la UWA comenzó a trabajar con la empresa rival del Consejo Mundial de Lucha Libre (CMLL), promocionando programas y permitiendo que los trabajadores de UWA también compitan en los programas de CMLL. El 2 de abril de 1993, la colaboración entre las dos compañías llevó al Dr. Wagner Jr. a derrotar a Pierroth Jr. para ganar el Campeonato Mundial de Peso Semicompleto del CMLL. Más tarde ese año, las dos promociones trabajaron juntas para organizar un torneo para el recién creado Campeonato Mundial en Parejas del CMLL con equipos de la UWA y CMLL compitiendo entre sí. El Dr. Wagner Jr. se asoció con el nombre principal de UWA Canek, para el torneo, derrotando al equipo de Vampiro y Pierroth Jr. en la final para convertirse en el primer Campeón Mundial en Parejas del CMLL. El primer reinado del Dr. Wagner Jr. como Campeón Mundial de Peso Semicompleto del CMLL terminó el 2 de marzo de 1994 cuando fue derrotado por Atlantis.

### Asistencia Asesoría y Administración (2009-2013)
Wagner luchó contra El Cibernético, en la expolucha, lucha que perdió, y el cibernético ganó la oportunidad de participar contra Wagner y el mesías, por el megacampeonato en verano de escándalo. El 21 de agosto en Ciudad Madero, Wagner ganó en la jaula, después de aplicar un Wagner Driver a Mesías, reteniendo el Megacampeonato AAA.
En Héroes Inmortales III se enfrentaron nuevamente. El Mesías y Wagner, encuentro que ganó este último al aplicarle el Wagner driver sobre una silla, reteniendo una vez más su campeonato.
Wagner Jr había pactado unas semanas antes del evento Guerra de titanes junto con el Lic. Roldán y Ricky Banderas como sería su duelo en dicho evento y Wagner Jr pidió que fuese en un domo de la muerte. En Guerra de Titanes se enfrentaron estando en disputa el megacampeonato, pero perdió cuando El Mesías le aplicara un martinete y cuenta de tres.
Más tarde empezó una rivalidad con Pimpinela Escarlata porque este quería formar parte de Los Wagnermaniacos para vengarse de que La Legión Extranjera lo humillara, pero Wagner no aceptó.
Una semana antes de Rey de Reyes 2010, el Lic. Joaquín Roldán pactó una lucha entre Wagner, Silver King y Último Gladiador VS Pimpinela Escarlata & dos luchadores sorpresa, con la condición de que si Pimpi ganaba, sería miembro de Los Wagnermaniacos. En la siguiente función fue atacado por Sabú al final de su pelea comenzando un feudo entre ellos, en Orizaba derrotó a Sabú tras un Wagner Driver.
Después de Rey de Reyes,  Dr Wagner Jr inició un pequeño feudo con Electroshock, debido a que Electro no se sentía a gusto dentro de los Wagnermaniacos, porque Wagner se robaba la atención, y de esta manera Wagner inicia una lucha por el Megacampeonato de AAA y se enfrentó a los Maniacos, con ayuda de Pimpinela y el nuevo wagnermaniaco Octagón, hasta una lucha en jaula donde la perdió Wagner por la ayuda de los demás maniacos. al final en Triplemania Wagner después de una larga lucha y su wagner drive, derrotaría a Electro y se coronaria por segunda vez en su carrera, Mega campeón AAA. En guerra de titanes 2010 perdió el Megacampeonato de AAA ante el Zorro con la ayuda de la sociedad. Ingreso al concurso La Isla el reality en el cual fue el 4° eliminado en el día 16 y quedando en 15º lugar. Participó en el Programa de televisión La Isla el reality: La Revancha. Apareció en la conferencia de prensa anunciando que será el luchador sorpresa enfrentando a El Cibernético, El Hijo del Perro Aguayo y Myzteziz en el máximo evento de AAA Triplemanía XXII por la Copa Triplemanía.

### Circuito independiente (2013-presente)
El 17 de noviembre de 2013, Wagner Jr. regresó a CMLL en un pequeño evento en Naucalpan, confrontando y desafiando al Mr. Niebla. Durante las últimas semanas, Wagner se había burlado de CMLL "invasora" y resolvió su puntaje con personajes como Atlantis y Último Guerrero. En julio de 2014, Wagner realizó una gira por Japón, durante la cual luchó para el Tokyo Gurentai y la promoción de lucha femenina World Wonder Ring Stardom.

### Regreso al CMLL (2015)
En agosto de 2015, Wagner regresó a CMLL tras una ausencia de casi 7 años. Su permanencia en CMLL fue breve, ya que CMLL despidió a Wagner el 11 de septiembre después de que, según los informes, este les dijera que participar en el 82th Aniversario del CMLL «no se ajustaba a sus intereses». Más tarde se informó que Wagner decidió no trabajar en el programa de aniversario por lealtad a L.A. Park, quien había sido liberado por la empresa días antes.

### Regreso a la AAA (2014-2020)
El 27 de agosto en Triplemanía XXIV, Wagner perdió en una lucha titular por el Megacampeonato de AAA contra El Texano Jr. y Brian Cage en la cual retuvo Texano. Más tarde apareció en el evento estelar de Psycho Clown y Pagano en la cual Clown gana la cabellera de Pagano y Wagner, en el cual se lanzó un reto para Triplemanía XXV en una lucha de máscaras. El 2 de octubre en Héroes Inmortales X Wagner derrotó a Psycho y a Pagano en la cual se alió con el y junto con Los Psycho Circus quienes cambiaron de bando, para ser rudos.
El 19 de marzo en Rey de Reyes, Wagner y Psycho vencieron a los Totalmente Traidores (Monster Clown y Murder Clown). Posteriormente, Wagner cambió a Tweener para una rivalidad con El Nuevo Poder del Norte (Carta Brava Jr., Mocho Cota Jr. y Soul Rocker) hasta que los llevó una lucha de equipos de máscaras donde también involucraron a los Totalmente Traidores. El 4 de junio en Verano de Escándalo, Wagner junto con Psycho Clown vencieron a Carta Brava y Soul Rocker así despojando sus máscaras. Luego de esta pequeña alianza, Wagner cambió a Heel para continuar su rivalidad con Psycho.
El 26 de agosto en el evento estelar de Triplemanía XXV perdió su máscara ante Psycho Clown en una lucha de máscara vs máscara. Dando a conocer su verdadero nombre y edad como es costumbre en las luchas de apuestas luego de que pierdan.
El 4 de septiembre en Irapuato, Wagner hace su primera lucha sin su máscara bajo su nuevo nombre como Rey Wagner en la cual lucho contra Psycho Clown y Rey Escorpión en la cual salió victorioso. El 4 de octubre en Héroes Inmortales XI, Wagner fue derrotado en una lucha titular por el Megacampeonato de AAA ante Johnny Mundo. El 26 de enero en Guerra de Titanes, Wagner venció a Mundo para conseguir su tercer Megacampeonato de AAA.
El 4 de junio en Verano de Escándalo, Wagner fue derrotado junto con Rey Mysterio Jr., así perdiendo su Megacampeonato de AAA ante Jeff Jarrett quien hacia su regreso a la empresa con la ayuda de Konnan. Esa misma noche después del evento, Wagner se declara como luchador independiente.
El 28 de octubre de 2018, en el evento Héroes Inmortales, derrotó a Jeff Jarrett, (con Karen Jarrett y Rey Escorpión) en una lucha de apuestas, Cabellera vs. Cabellera, durante la lucha, Blue Demon Jr, (second de Wagner) le dio en la cabeza con una guitarra, traicionándolo y dejándolo inconsciente, momentos después aparece Psycho Clown a ayudarlo, para salvar su cabellera, y poder rapar a Jarret.
En Triplemanía XXVII después de perder su cabellera contra Blue Demon Jr, anunció su retiro. Sin embargo al día siguiente, Wagner aclaró su situación de que no está retirado definitivamente y tendría que cumplir las fechas tanto en AAA como en los independientes en un lapso de un año para retirarse oficialmente.
El 2 de febrero de 2020, Wagner anunció su salida de la empresa AAA por segunda ocasión tras 6 años de permanencia.

### Impact Wrestling (2019)
El 13 de septiembre de 2019, Wagner hizo su debut en la empresa canadiense Impact Wrestling como parte de la alianza de la empresa con AAA en el episodio de Impact!, derrotando a El Texano Jr.

## En lucha
- Movimientos finales
  - Papiloma Driver (Sit-out scoop slam piledriver)
  - Rope Hung DDT
- Movimientos de firma
  - Elevated cutter
  - Bombazo Crucifijo (Crucifix powerbomb)
  - Arm wrench inside cradle
  - Triple wrist lock o Wagner twist
  - Surfboard
  - Figure 6 leglock
  - La Mesa
  - Tairal
  - Twister (Dragon Screw)

## Campeonatos y logros

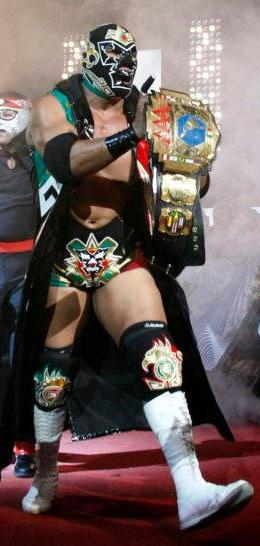
Dr. Wagner Jr. como Campeón Latinoamericano de AAA.

- Asistencia Asesoría y Administración / Lucha Libre AAA Worldwide
  - Megacampeonato de AAA (3 veces)
  - Campeonato Latinoamericano de AAA (1 vez, inaugural)

- Consejo Mundial de Lucha Libre
  - CMLL World Light Heavyweight Championship (1 vez)
  - CMLL World Tag Team Championship (4 veces, inaugural) – con Canek (1), Silver King (1), Emilio Charles Jr. (1) y Último Guerrero (1)
  - CMLL World Trios Championship (4 veces) – con Gran Markus Jr. & El Hijo del Gladiador (1), Black Warrior & Blue Panther (1), Blue Panther & Fuerza Guerrera (1), Universo 2000 & Black Tiger III (1)
  - NWA World Light Heavyweight Championship (1 vez)
  - Gran Prix Internacional del CMLL (2003)

- Kaoz Lucha Libre
  - Campeonato Mundial de Peso Completo de Kaoz (1 vez, actual)

- New Japan Pro Wrestling
  - IWGP Junior Heavyweight Tag Team Championship (1 vez) – con Kendo Kashin
- Universal Wrestling Association
  - UWA World Heavyweight Championship (1 vez,último)
  - UWA World Junior Heavyweight Championship (1 vez)
- World Wrestling Association
  - WWA World Junior Light Heavyweight Championship (1 vez)
  - Situado en el Nº1 en los PLWI 2 del 2011
- Pro Wrestling Illustrated
  - Situado en el Nº47 en los PWI 500 del 1998
  - Situado en el Nº16 en los PWI 500 del 1999
  - Situado en el Nº25 en los PWI 500 del 2000
  - Situado en el Nº21 en los PWI 500 del 2001
  - Situado en el Nº35 en los PWI 500 del 2002
  - Situado en el Nº55 en los PWI 500 del 2003
  - Situado en el Nº162 en los PWI 500 del 2004
  - Situado en el Nº43 en los PWI 500 del 2005
  - Situado en el Nº28 en los PWI 500 del 2006
  - Situado en el Nº48 en los PWI 500 del 2007
  - Situado en el Nº28 en los PWI 500 del 2008
  - Situado en el Nº57 en los PWI 500 del 2009
  - Situado en el Nº16 en los PWI 500 de 2010[3]
  - Situado en el Nº170 en los PWI 500 del 2015
  - Situado en el Nº338 en los PWI 500 del 2016
  - Situado en el Nº334 en los PWI 500 del 2017
  - Situado en el Nº74 en los PWI 500 de 2018
  - Situado en el Nº293 en los PWI 500 de 2019
  - Situado en el Nº218 en los PWI 500 de 2020

- Wrestling Observer Newsletter
  - Wrestling Observer Newsletter Hall of Fame (Clase 2019)

## Luchas de apuestas
| Apuesta   | Ganador                       | Perdedor                      | Lugar            | Fecha       |
| --------- | ----------------------------- | ----------------------------- | ---------------- | ----------- |
| Máscara   | Dr. Wagner Jr.                | Jungla del Norte              | Desconocido      | Desconocido |
| Cabellera | Dr. Wagner Jr.                | Brazo de Oro                  | Desconocido      | Desconocido |
| Máscara   | Dr. Wagner Jr.                | Drago                         | Estado de México | 1988        |
| Cabellera | Dr. Wagner Jr.                | Rey Mysterio                  | Baja California  | 2003        |
| Cabellera | Dr. Wagner Jr.                | Pierroth                      | Acapulco         | 2006        |
| Cabellera | Dr. Wagner Jr.                | Green Demon I                 | Coahuila         | 2008        |
| Cabellera | Dr. Wagner Jr.                | Máscara Año 2000              | Puebla           | 2009        |
| Máscara   | Dr. Wagner Jr.                | Máscara Año 2000 Jr.          | México           | 2012        |
| Máscaras  | Dr. Wagner Jr. y Psycho Clown | Carta Brava Jr. y Soul Rocker | México           | 2017        |
| Máscara   | Psycho Clown                  | Dr. Wagner Jr.                | México           | 2017        |
| Cabellera | Rey Wagner                    | Jeff Jarrett                  | Puebla           | 2018        |
| Cabellera | Blue Demon Jr.                | Rey Wagner                    | México           | 2019        |
| Cabellera | Rey Wagner                    | Capo Mayor                    | Estado de México | 2020        |